# Казин, Сергей Павлович
Сергей Павлович Казин (2 декабря 1904, Николаев, Украина — 17 сентября 1951, Таганрог) — советский машиностроитель, директор завода «Красный котельщик» (1940—1951), лауреат Сталинской премии (1949).

## Биография
Родился 2 декабря 1904 года в Николаеве. В 1936 году окончил Московский институт хозяйственников им. Милютина.
В тридцать лет возглавил отстающий московский завод «Комета» и вывел его из кризиса, за что в 1938 году удостоен ордена Трудового Красного Знамени.
В 1940 году с должности заместителя начальника главного управления котлотурбинного производства был назначен на пост директора завода «Красный котельщик». Занимался эвакуацией завода и его последующим восстановлением после освобождения Таганрога.
В 1949 году за успешную разработку конструкции котлов высокого давления и организацию их серийного производства С. П. Казину было присвоено звание лауреата Сталинской премии.
Похоронен в Таганроге Старом городском кладбище.

## Государственные награды
- Кавалер ордена Трудового Красного Знамени (1938)
- Кавалер ордена Красной Звезды (1945)
- Кавалер ордена Трудового Красного Знамени (1946)